# L'incantesimo dello spirito
L'incantesimo dello spirito (titolo originale: The Hallowed Hunt) è un romanzo fantasy della scrittrice statunitense Lois McMaster Bujold pubblicato nel 2005. È il terzo volume della trilogia Il ciclo di Chalion (dal nome del mondo che fa da scenario alle vicende) dopo L'ombra della maledizione e La messaggera delle anime.

## Trama
Lord Ingrey, ambasciatore del cancelliere Hetwar, viene inviato al castello di Boar's Head per indagare sulle strane circostanze della morte del principe Boleso: papabile successore dell'ormai morente sacro re. Dopo aver appreso di aver tentato di imprigionare uno spirito di leopardo in sé con l'uso di una magia illegale, prende in consegna la giovane lady Ijada. Ijada è responsabile dell'omicidio del principe che tentò di violentarla per dare adito al rito, lo spirito del leopardo ora alberga in lei. Ingrey deve tuttavia fare i conti con una strana maledizione che lo porta più volte a tentare di uccidere la sua prigioniera. Solo con grande sforzo dell'erudita Hallana che riesce ad intercettarli sulla strada verso Heasthome è in grado di liberarsi da questa maledizione, svegliando così tuttavia l'anima del lupo che da anni resta sopito nel corpo di Ingrey. La vicenda si complica quando fa la sua comparsa Lord Horseriver, un personaggio dall'anima oscura e tormentata vittima di un incantesimo in apparenza perpetuo che gli permette di passare al momento della sua morte nel corpo del consanguineo più stretto. Più tardi Ingrey si accorgerà di possedere poteri da sciamano che gli permetteranno di liberare le anime possedute da spiriti animali, un potere che verrà utilizzato da lui stesso per liberare l'anima del principe Boleso al momento del suo funerale al tempio di Heasthome.
Sfondo alla vicenda: i cinque dei (il Padre, la Madre, il Figlio, la Figlia e il Bastardo) sembrano rappresentare l'unico collegamento con i precedenti volumi della saga.

## Edizioni
- Lois McMaster Bujold, L'incantesimo dello spirito, traduzione di Gianluigi Zuddas, Editrice Nord, 2008,  p. 443, ISBN 978-88-429-1506-5.